# A Cuncolta Naziunalista
A Cuncolta Naziunalista fue un partido político nacionalista corso, fundado en 1987 y considerado como la pantalla legal del FLNC. Una de sus escisiones formaron el Movimiento por la Autodeterminación (MPA), vitrina del FLNC-Canal Habitual.
En 1992, A Cuncolta Naziunalista participó en la fundación de Corsica Nazione.
En 1998, la transformación de A Cuncolta Naziunalista en A Cuncolta Independentista y su radicalización provocaron una escisión. François Santoni, uno de los fundadores de A Cuncolta Naziunalista, anunció un tiempo más tarde, la fundación de un partido nuevo, Presenza Naziunale.
- Datos: Q1754290